# Semiothisa conturbata
Semiothisa conturbata är en fjärilsart som beskrevs av W. Warren 1898. Semiothisa conturbata ingår i släktet Semiothisa och familjen mätare. Inga underarter finns listade i Catalogue of Life.